# Gedeon
Gedeon – imię męskie pochodzenia hebrajskiego.
Gedeon imieniny obchodzi 1 września.

## Osoby o tym imieniu lub nazwisku

### Faktyczne lub legendarne
- Gedeon – jeden z sędziów i dowódca wojsk Izraela działający w XII w. p.n.e., opisany w biblijnej Księdze Sędziów
- Gedko (Gedeon) – biskup krakowski (XII wiek)
- Gedeon Barcza – węgierski szachista
- Gédéon Baril – francuski karykaturzysta, malarz, pisarz i ilustrator
- Gidon Ben-Jisra’el – izraelski polityk
- Gédéon Benoît – pruski dyplomata
- Gedeon Burkhard – niemiecki aktor filmowy i telewizyjny
- Gideon Damti (ur. 1951) – izraelski piłkarz
- Gédéon Ouimet – kanadyjski polityk
- Gidon Patt – izraelski polityk
- Gidon Sagi – izraelski polityk
- Gideon Turner – brytyjski aktor teatralny, telewizyjny i filmowy
- Michał Gedeon Radziwiłł – książę, generał wojsk polskich, Naczelny Wódz w powstaniu listopadowym
- Saša Gedeon – czeski reżyser

### Fikcyjne
- Gedeon McKwacz – członek klan McKwaczów(inne języki)
- Gideon Gleeful – bohater serialu animowanego Wodogrzmoty Małe